# 落居站
落居站（日语：／ Ochii eki */?）是位於山梨縣西八代郡市川三鄉町落居，東海旅客鐵道（JR東海）的身延線車站。

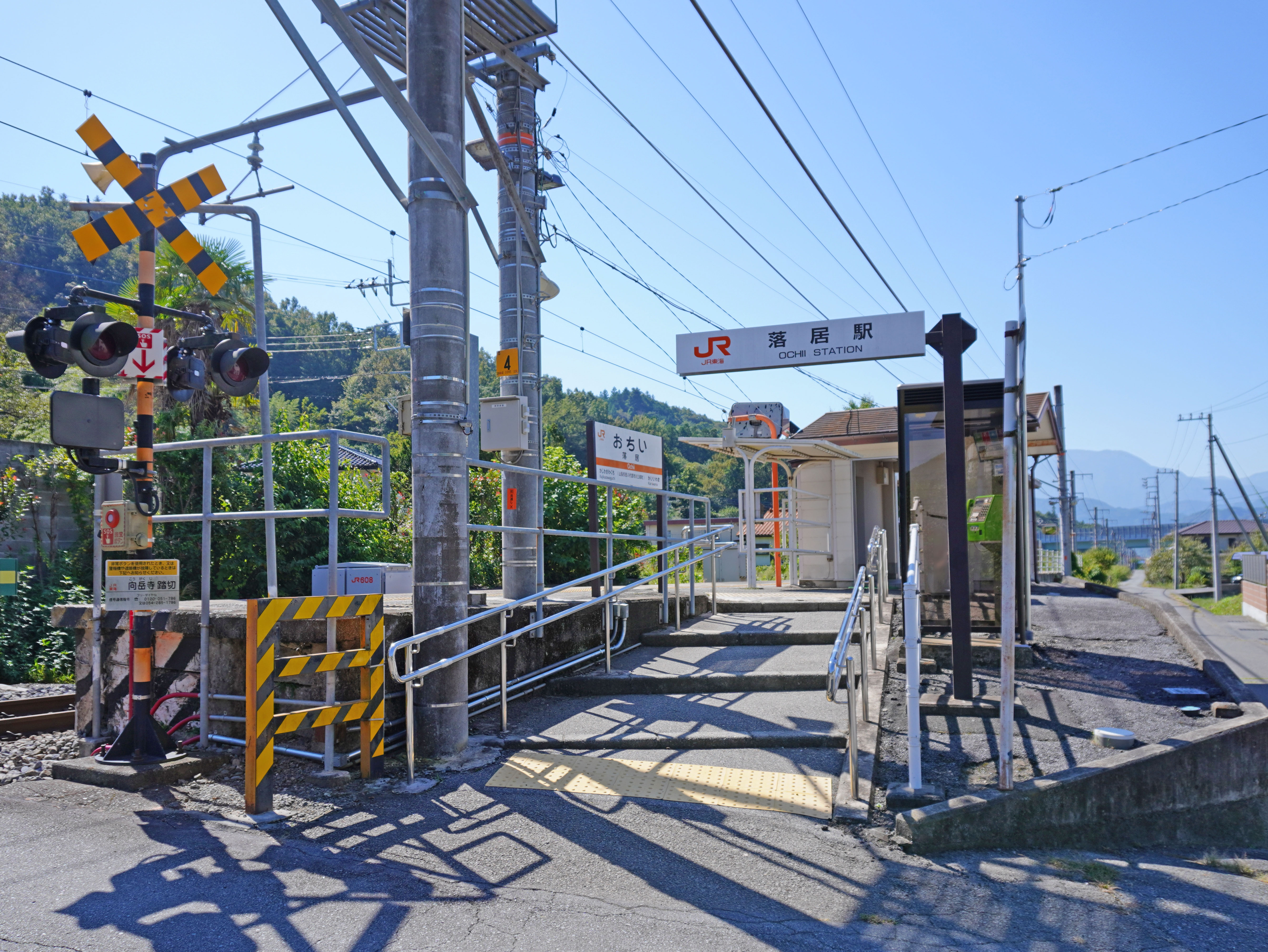
車站入口(2022年10月)

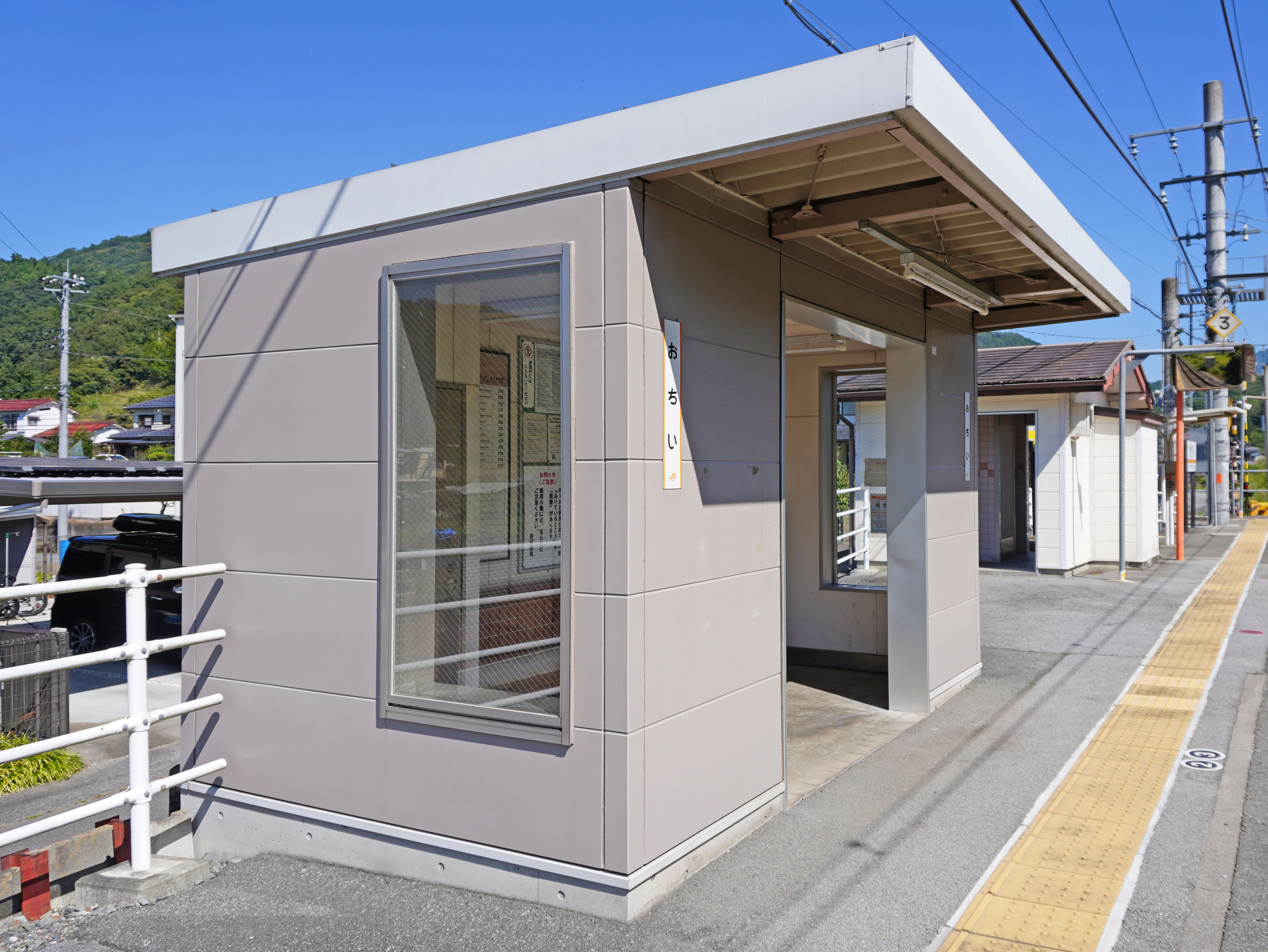
候車室(2022年10月)

## 歷史
- 1930年（昭和5年）6月1日：富士身延鐵道開設落居停留場（旅客車站）[1]。
- 1938年（昭和13年）10月1日：富士身延鐵道借給鐵道省使用，成為身延線[1]。同時升級為車站。
- 1941年（昭和16年）5月1日：富士身延鐵道正式國有化[1]。
- 1987年（昭和62年）4月1日：伴隨國鐵分割民營化，車站由東海旅客鐵道（JR東海）營運[1]。

## 車站構造

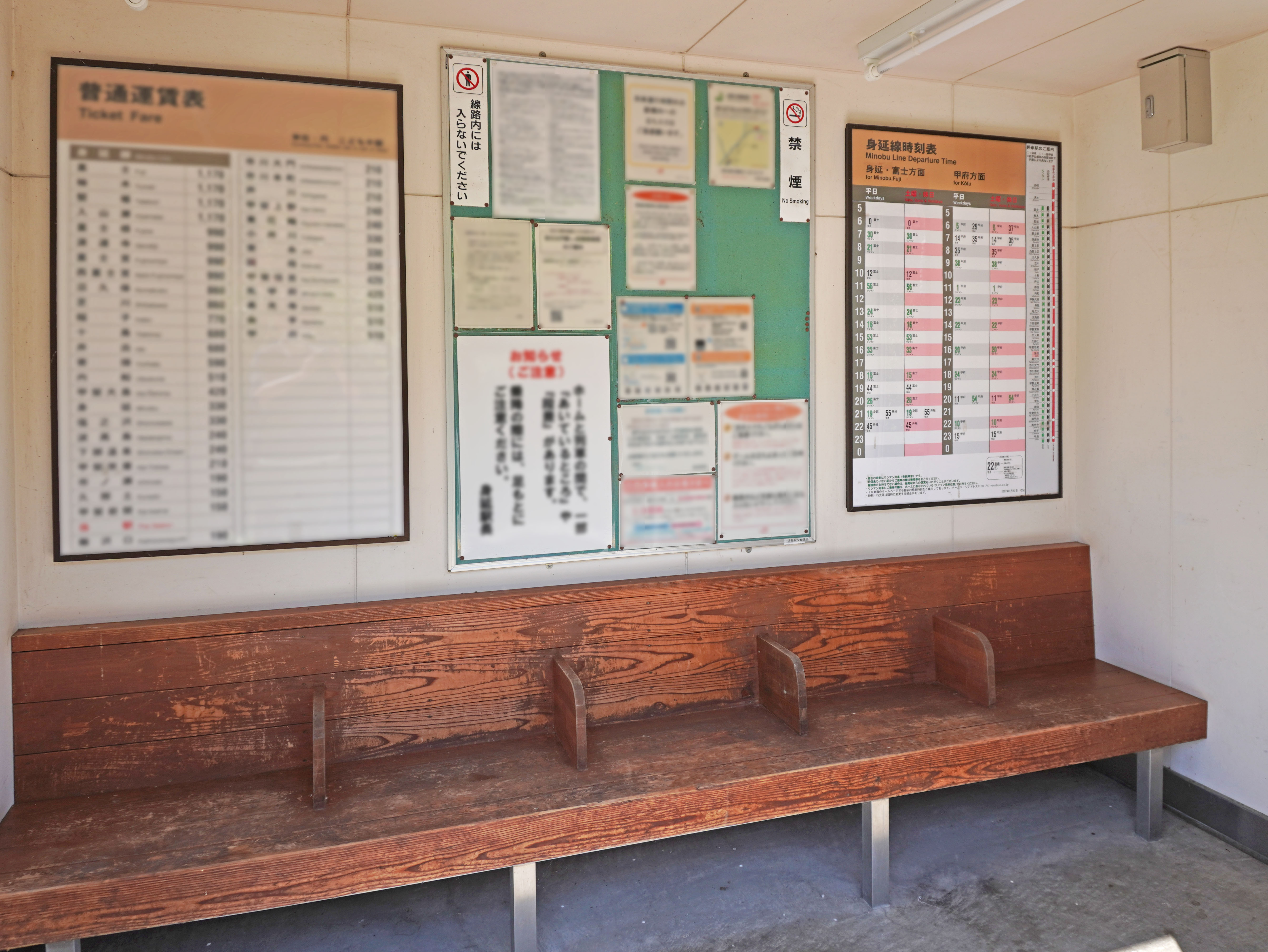
候車室内(2022年10月)

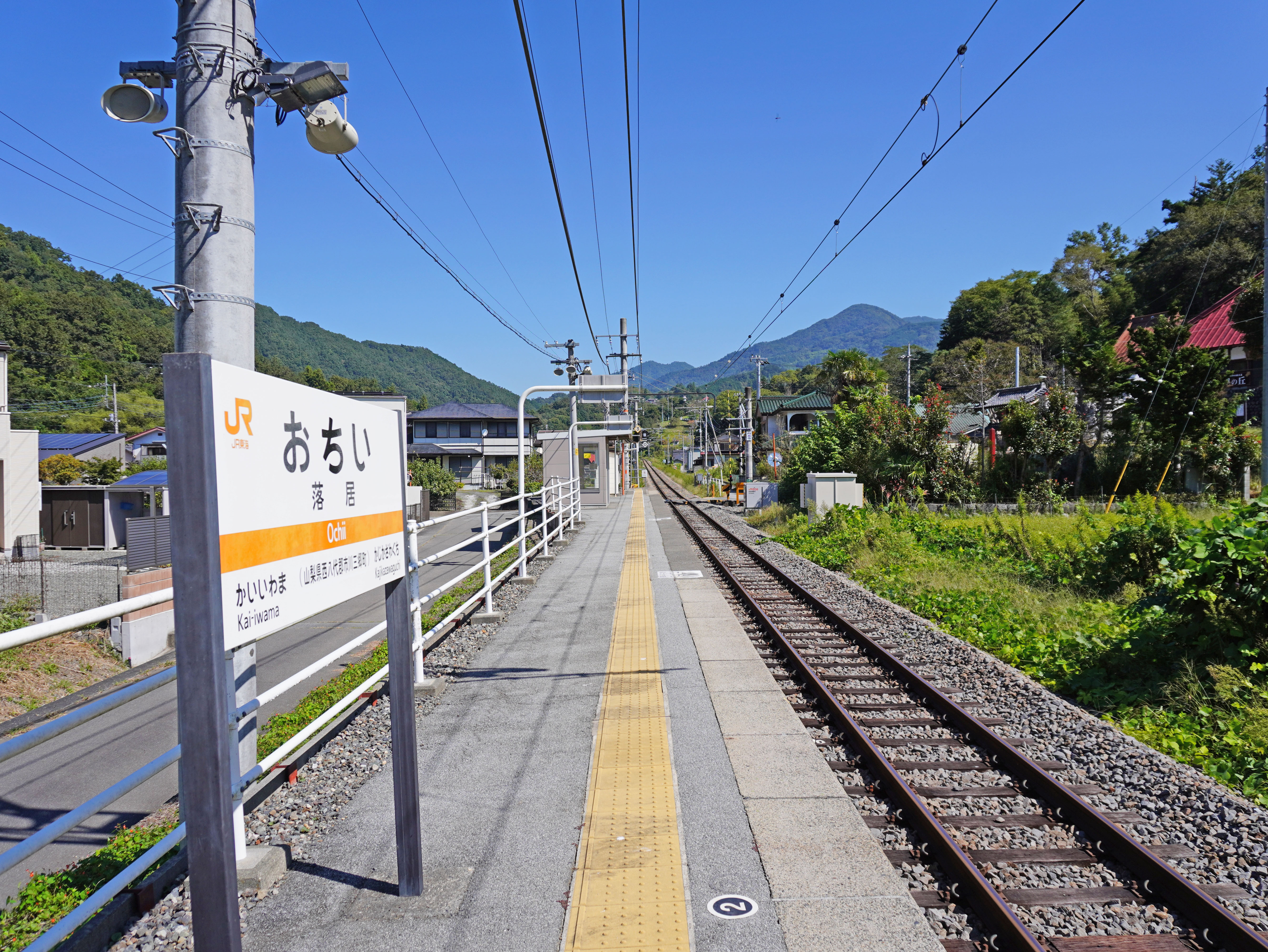
月台(2022年10月)

本站是地面車站，設有1面1線的單式月台。月台位於路軌西北方。車站啟用當初已經是無人車站，沒有車站大樓。月台靠近鰍澤口一方設有樓梯出入口。在月台上設有廁所以及木造候車室。此站沒有自動售票機，因此此站不能購買車票。此站由身延站管理。此站與鰍澤口站之間會經過割石隧道，越過割石峠，隧道全長840.4米。

## 使用狀況
| 乘車人次變化 | 乘車人次變化     |
| 年度         | 1日平均 乘車人次 |
| ------------ | ---------------- |
| 1950年       | 174              |
| 1965年       | 262              |
| 2005年       | 48               |
| 2006年       | 37               |
| 2007年       | 39               |
| 2008年       | 39               |
| 2009年       | 37               |
| 2010年       | 40               |
| 2011年       | 39               |
| 2012年       | 43               |
| 2013年       | 38               |
| 2014年       | 36               |
| 2015年       | 31               |
| 2016年       | 35               |
| 2017年       | 32               |

- 1950年的乘車人次為63,590人，即是一日平均乘車人次為174人。
- 1965年的乘車人次為95,630人，即是一日平均乘車人次為262人。
- 2005年的乘車人次為17,527人，即是一日平均乘車人次為48人。
- 2006年的乘車人次為13,563人，即是一日平均乘車人次為37人。
- 2007年的乘車人次為14,528人，即是一日平均乘車人次為39人。
- 2008年的乘車人次為14,262人，即是一日平均乘車人次為39人。
- 2009年的乘車人次為13,404人，即是一日平均乘車人次為37人。
- 2010年的乘車人次為14,591人，即是一日平均乘車人次為40人。
- 2011年的乘車人次為14,091人，即是一日平均乘車人次為39人。

## 車站周邊
車站位於山田川旁，沿河川上設有一些民居。在車站旁的山梨縣道9號市川三鄉身延線與山田川並行。山田川在甲斐岩間站以西300米處與富士川匯合。
車站靠近鰍澤口一方設有光岳寺平交道。在越過平交道後，便可到達日本曹洞宗瀧澤山光岳寺的山門。
在車站東北方300米處設有山田村落。在毎年1月14日道祖神祭時，會舉行「山田之神樂獅子」，該傳統是由古老的京都帶回到處，為山梨縣指定的非物質民間文化財產。

## 巴士路線
在山梨縣道9號市川三鄉身延線上設有落居站入口（日语：／）巴士站。停靠的巴士只有市川三鄉町社區巴士。
- 鰍澤口站－落居站入口－甲斐岩間站－綢之湯

## 相鄰車站
東海旅客鐵道（JR東海）
 身延線
甲斐岩間－落居－鰍澤口

## 注腳
1. 1 2 3 4 5  曾根悟（日语：曽根悟）（監修）. 朝日新聞出版分冊百科編集部（編集） , 编. . 週刊 歴史でめぐる鉄道全路線 国鉄・JR (朝日新聞出版). 2009-07-26, (3): 22–23 （日语）.

## 外部連結
- 國土地理院地圖參閲服務 （页面存档备份，存于） - 落居站周邊的1/25000地形圖 （页面存档备份，存于）（日語）